# Ctenus peregrinus
Ctenus peregrinus är en spindelart som beskrevs av F. O. Pickard-Cambridge 1900. Ctenus peregrinus ingår i släktet Ctenus och familjen Ctenidae. Utöver nominatformen finns också underarten C. p. sapperi.